# Велика Сестра
Вели́ка Се́стра (рос. Большая Сестра) — річка в Московській області Росії, права притока Лами (басейну Волги).
Довжина річки становить 45 км. Річка рівнинна. Живлення снігове. Льодостав з листопада-грудня по березень-квітень.
Річка бере початок з невеликого болота біля селища Золєво. Тече на північний захід. Впадає в річку Ламу біля селища Бриково.
Має такі притоки: Чисмена, Каменка, Локнаш.
Верхня течія проходить через змішані ліси. У селі Теряєвому розташований Йосифо-Волоколамський монастир.

## Виноски
1. 1 2 3  Велика Сестра academic.ru